# Patito Feo
Patito Feo – argentyński serial dla młodzieży emitowany w latach 2007–2008 w reżyserii Jorge Montero.
Serial zrealizowano wg scenariusza Mario Schajris i Marcela Citterio. Główne role zagrali Laura Natalia Esquivel, Brenda Asnicar, Juan Darthes, Griselda Siciliani i Gastón Soffritti. Serial został wyprodukowany przez Ideas del Sur dla telewizji Canal 13. W 2009 roku powstała meksykańska adaptacja Atrevete a sonar. Serial składa się z dwóch sezonów – pierwszy ma 155, a drugi 147 odcinków. W 2008 roku był nominowany do Nagrody Emmy. Telenowela emitowana była w wielu państwach.

## Opis fabuły
Carmen jest samotną matką wychowującą córkę Patricię, nazywaną Patty. Mieszkają w małej miejscowości w Argentynie. Historia rozpoczyna się, gdy Patty zakochuje się Matiasie, który jednak powraca do Buenos Aires, gdzie mieszka na stałe. Patty nazywa na jego cześć psa (Matty).
Wkrótce Patty jedzie na egzaminy, aby dostać się na medycynę. Spotyka dyrektora szpitala Leandra Díaza Rivarolę, który doradza jej, aby próbowała się dostać do szkoły artystycznej. Leandro chcąc się upewnić, czy Patty jest jego córką, zleca testy DNA. Bianca, dziewczyna Leandra, fałszuje negatywny wynik testu (w rzeczywistości był pozytywny), aby Leandro jej nie zostawił. W drugim sezonie miłość Patty z Matiasem rozkwita.

## Główne role
Źródło.
- Patricia (Patito) Diaz Rivarola Castro – Laura Natalia Esquivel
- Matías Beltran – Gastón Soffritti
- Josefina Beltrán – Thelma Fardin
- Belen Demini – Maria Belen Berecoechea
- Santiago Peep Maria Rodriquez – Nicolas Torkanowski
- Gonzalo Molina – Juan Manuel Guilera
- Alan Tecrina – Nicolas Zuviria
- Felipe Sanchez – Rodrigo Velilla
- Sol Demini – Sol Berecoechea
- Tamara Valiente – Eva Quattrocci
- Antonella Lamas Bernadi – Brenda Asnicar
- Facundo (Facu) Lamas Bernadi – Brian Vainberg
- Caterina Artina – Camila Salazar
- Pía Sanetti – Camila Outon
- Luciana Mentitequi – Nicole Luis
- Bruno Molina – Andres Gill
- Guido Leinez – Santiago Talledo
- Emma Taylor – Calu Rivero
- Wendy Volterson – Brenda Chiclowsky
- Guadalupe Fransico Dela Maria Consayez – Julia Meddleton
- Emanuele Hovare de Lano – Francisco Verardi